# Wrottesley
Wrottesley var en civil parish 1894–1986 när det uppgick i Perton och Codsall, i distriktet South Staffordshire, i grevskapet Staffordshire i England. Civil parish var belägen 23 km från Stafford och hade 8 510 invånare år 1961. Byn nämndes i Domedagsboken (Domesday Book) år 1086, och kallades då Wrotelei.